# Niki Zimling
Niki Dige Zimling (Tårnby, 19 april 1985) is een Deens voormalig profvoetballer die bij voorkeur als verdedigende middenvelder speelde. Hij speelde onder meer voor Brøndby IF, N.E.C., Club Brugge, FSV Mainz en Ajax. Hij debuteerde in 2008 in het Deens voetbalelftal.

## Clubcarrière

### Brøndby IF
In zijn jeugd speelde de verdedigende middenvelder voor AB 70, Tårnby Boldklub, Fremad Amager en Kjøbenhavns Boldklub, waarna hij bij het jeugdelftal van Brøndby IF ging spelen. Hij werd in het eerste elftal van Brøndby opgenomen in januari 2003 en maakte zijn profdebuut in april van dat jaar, in een bekerwedstrijd tegen Aalborg BK. In de twee daaropvolgende jaren speelde hij 25 wedstrijden voor de club, waarin hij eenmaal scoorde. In de zomer van 2005 ging hij naar de clubrivaal Esbjerg fB. Na afloop van zijn contract in december 2008 verhuisde hij transfervrij naar Italië, waar hij voor Udinese ging spelen in de Serie A.

### N.E.C.
In mei 2010 speelde hij op Curaçao twee wedstrijden op proef mee met de Nederlandse club N.E.C. in het toernooi om de Chippie Polar Cup. Die club huurt hem in het seizoen 2010/11 van Udinese.

### Club Brugge
In mei 2011 verhuisde hij samen met zijn ploegmaat Björn Vleminckx naar Club Brugge K.V.. Hij tekende er een vierjarig contract. Op 23 oktober 2011 scoorde Zimling zijn eerste officiële doelpunt voor Club Brugge in de competitiewedstrijd thuis tegen KV Kortrijk die met 2-1 werd verloren.

### 1. FSV Mainz 05
Op 25 januari 2013 werd bekendgemaakt dat Zimling de overstap maakte van Club Brugge naar 1. FSV Mainz 05. Zimling tekende er een contract tot medio 2017. Op 2 februari 2013 maakte Zimling zijn officiële debuut voor Mainz in de Bundesliga thuiswedstrijd tegen FC Bayern München die met 3-0 werd verloren. Zimling verving in de 62e minuut Elkin Soto.

### Verhuur aan AFC Ajax
Op 1 september 2014 werd bekendgemaakt dat Zimling voor de rest van het seizoen door Mainz verhuurd werd aan AFC Ajax. In de huurovereenkomst werd door Ajax een optie tot koop opgenomen. Op 13 september 2014 maakte Zimling zijn officiële debuut voor Ajax in de Eredivisie thuiswedstrijd tegen Heracles Almelo die met 2-1 werd gewonnen. Zimling verving in de 61e minuut Nicolai Boilesen. Op 17 september 2014 maakte Zimling ook zijn Champions League-debuut, tegen Paris Saint Germain. Mede door blessureleed werd de verhuurperiode van Zimling bij Ajax niet zoals gehoopt. Hij kwam tot negen wedstrijden in de hoofdmacht, waarvan de meeste als invaller.

### Verhuur aan FSV Frankfurt
Op 31 januari 2016 werd Zimling opnieuw verhuurd door Mainz wegens een gebrek aan speelminuten. Ditmaal werd hij verhuurd aan FSV Frankfurt dat hem tot het einde van het seizoen huurde.

### SønderjyskE
Nadat hij zijn laatste seizoen bij Mainz doorbracht in het tweede team keerde Zimling in 2017 terug naar Denemarken bij SønderjyskE. Daar beëindigde hij medio 2019 zijn spelersloopbaan. Hij werd vervolgens technisch directeur bij Kolding IF.

## Interlandcarrière
Zimling speelde voor verschillende Deense nationale jeugdelftallen en zat bij de selectie van het Deens elftal onder 21 voor het Europees kampioenschap onder 21 van 2006. Op 20 november 2006 werd hij door de Deense bondscoach Morten Olsen opgeroepen voor het Deens voetbalelftal voor wedstrijden in de Verenigde Staten, El Salvador en Honduras in januari 2007.
Op 6 februari 2008 maakte Zimling zijn officiële debuut voor Denemarken in de vriendschappelijke wedstrijd tegen Slovenië, net als Mikkel Beckmann (Lyngby BK).  Vervolgens werd hij ruim twee jaar niet geselecteerd tot hij in november 2010 zijn rentree maakte in de Deense selectie en zijn tweede interland speelde.
Zimling nam met Denemarken deel aan het EK voetbal 2012 in Polen en Oekraïne, waar de ploeg van bondscoach Olsen in de groepsfase werd uitgeschakeld. Op de verrassende 1-0-overwinning op Nederland volgden nederlagen tegen Portugal (2-3) en Duitsland (1-2), waardoor de Denen als derde eindigden in groep B.

## Carrièrestatistieken

### Beloften
| Seizoen | Club         | Competitie     | Competitie | Competitie |
| Seizoen | Club         | Competitie     | Wed.       | Dlp.       |
| ------- | ------------ | -------------- | ---------- | ---------- |
| 2014/15 | → Jong Ajax  | Jupiler League | 3          | 1          |
| 2016/17 | FSV Mainz II | 3.Liga         | 21         | 1          |
| Totaal  | Totaal       | Totaal         | 24         | 2          |

Bijgewerkt t/m 13 april 2015

### Senioren
| Seizoen         | Club            | Competitie         | Competitie | Competitie | Beker 1 | Beker 1 | Internationaal | Internationaal | Totaal | Totaal |
| Seizoen         | Club            | Competitie         | Wed.       | Dlp.       | Wed.    | Dlp.    | Wed.           | Dlp.           | Wed.   | Dlp.   |
| --------------- | --------------- | ------------------ | ---------- | ---------- | ------- | ------- | -------------- | -------------- | ------ | ------ |
| 2005/06         | Esbjerg fB      | 1. division        | 26         | 3          | 0       | 0       | —              | —              | 26     | 3      |
| 2006/07         | Esbjerg fB      | 1. division        | 30         | 10         | 0       | 0       | —              | —              | 30     | 10     |
| 2007/08         | Esbjerg fB      | 1. division        | 16         | 3          | 0       | 0       | —              | —              | 16     | 3      |
| 2008/09         | Esbjerg fB      | 1. division        | 9          | 0          | 0       | 0       | —              | —              | 9      | 0      |
| 2008/09         | Udinese         | Serie A            | 4          | 0          | 0       | 0       | —              | —              | 4      | 0      |
| 2009/10         | Udinese         | Serie A            | 1          | 0          | 1       | 0       | —              | —              | 2      | 0      |
| 2010/11         | → N.E.C.        | Eredivisie         | 26         | 4          | 1       | 0       | —              | —              | 27     | 4      |
| 2011/12         | Club Brugge     | Jupiler Pro League | 34         | 2          | 1       | 1       | 11             | 0              | 46     | 3      |
| 2012/13         | Club Brugge     | Jupiler Pro League | 7          | 1          | 0       | 0       | 3              | 0              | 10     | 1      |
| 2012/13         | FSV Mainz       | Bundesliga         | 13         | 1          | 1       | 1       | —              | —              | 14     | 2      |
| 2013/14         | FSV Mainz       | Bundesliga         | 15         | 1          | 1       | 0       | —              | —              | 16     | 1      |
| 2014/15         | FSV Mainz       | Bundesliga         | 0          | 0          | 1       | 1       | 1              | 0              | 2      | 1      |
| 2014/15         | → Ajax          | Eredivisie         | 9          | 0          | 0       | 0       | 3              | 0              | 12     | 0      |
| 2015/16         | → FSV Frankfurt | 2. Bundesliga      | 3          | 0          | 0       | 0       | —              | —              | 3      | 0      |
| 2016/17         | FSV Mainz       | Bundesliga         | 0          | 0          | 0       | 0       | —              | —              | 0      | 0      |
| 2017/18         | SönderjyskE     | Superligaen        | 23         | 4          | 2       | 0       | —              | —              | 25     | 4      |
| 2018/19         | SönderjyskE     | Superligaen        | 19         | 1          | 1       | 0       | —              | —              | 20     | 1      |
| 2021/22         | Kolding IF      | 2. division        | 12         | 0          | 2       | 0       | —              | —              | 14     | 0      |
| 2022/23         | Kolding IF      | 2. division        | 1          | 0          | 0       | 0       | —              | —              | 1      | 0      |
| Senioren totaal | Senioren totaal | Senioren totaal    | 248        | 29         | 11      | 3       | 18             | 0              | 276    | 32     |
| Carrièretotaal  | Carrièretotaal  | Carrièretotaal     | 272        | 31         | 11      | 3       | 18             | 0              | 300    | 32     |

## Erelijst
| Kampioen SAS Ligaen | 1x | 2004/05 |

Individueel
- Deens Talent van het Jaar onder 21: :2006[7]